# Championnats d'Europe de natation 1950
Navigation
Édition précédente Édition suivante
La 7e édition des Championnats d'Europe de natation se déroule du 20 au 27 août 1950 à Vienne en Autriche. La capitale autrichienne accueille pour la première fois cet événement organisé par la Ligue européenne de natation. Trois disciplines de la natation — natation sportive, plongeon et water-polo — figurent au programme, composé de 16 épreuves.

## Tableau des médailles
| Rang  | Nation               | Or | Argent | Bronze | Total |
| ----- | -------------------- | -- | ------ | ------ | ----- |
| 1     | France               | 4  | 6      | 2      | 12    |
| 2     | Pays-Bas             | 4  | 4      | 3      | 11    |
| 3     | Allemagne de l'Ouest | 4  | 2      | 2      | 8     |
| 4     | Suède                | 2  | 2      | 2      | 6     |
| 5     | Danemark             | 1  | 1      | 4      | 6     |
| 6     | Belgique             | 1  | 0      | 0      | 1     |
| 7     | Autriche             | 0  | 1      | 0      | 1     |
| 8     | Yougoslavie          | 0  | 0      | 3      | 3     |
| Total | Total                | 16 | 16     | 16     | 48    |

## Natation

### Tableau des médailles en natation
| Rang  | Nation               | Or | Argent | Bronze | Total |
| ----- | -------------------- | -- | ------ | ------ | ----- |
| 1     | Pays-Bas             | 3  | 4      | 3      | 10    |
| 2     | France               | 2  | 4      | 2      | 8     |
| 3     | Suède                | 2  | 1      | 2      | 5     |
| 4     | Allemagne de l'Ouest | 2  | 1      | 1      | 4     |
| 5     | Danemark             | 1  | 1      | 1      | 3     |
| 6     | Belgique             | 1  | 0      | 0      | 1     |
| 7     | Yougoslavie          | 0  | 0      | 2      | 2     |
| Total | Total                | 11 | 11     | 11     | 33    |

### Résultats

#### Hommes
| Épreuve         | Or                                                                   | Argent                                                          | Bronze                                                                   |
| Nage libre      |                                                                      |                                                                 |                                                                          |
| 100 m libre     | Alex Jany (FRA)                                                      | Göran Larsson (SWE)                                             | Joris Tjebbes (NED)                                                      |
| 400 m libre     | Alex Jany (FRA)                                                      | Jean Boiteux (FRA)                                              | Hans-Günther Lehmann (FRG)                                               |
| 1500 m libre    | Hans-Günther Lehmann (FRG)                                           | Jean Boiteux (FRA)                                              | Joseph Bernardo (FRA)                                                    |
| Dos             |                                                                      |                                                                 |                                                                          |
| 100 m dos       | Göran Larsson (SWE)                                                  | Cornelis Kievit (NED)                                           | Boris Skanata (YUG)                                                      |
| Brasse          |                                                                      |                                                                 |                                                                          |
| 200 m brasse    | Herbert Klein (FRG)                                                  | Maurice Lusien (FRA)                                            | Bengt Rask (SWE)                                                         |
| Relais          |                                                                      |                                                                 |                                                                          |
| 4 × 200 m libre | Suède Tore Sjunnerholm Per-Olof Östrand Olle Johansson Göran Larsson | France Willy Blioch Joseph Bernardo Jean Boiteux Alexandre Jany | Yougoslavie Branko Vidovic Andrej Kvinc Mislav Stipetic Marijan Stipetic |

#### Femmes
| Épreuve         | Or                                                                                  | Argent                                                         | Bronze                                                                    |
| Nage libre      |                                                                                     |                                                                |                                                                           |
| 100 m libre     | Irma Schuhmacher (NED)                                                              | Marie-Louise Vaessen (NED)                                     | Greta Andersen (DEN)                                                      |
| 400 m libre     | Greta Andersen (DEN)                                                                | Irma Schuhmacher (NED)                                         | Colette Thomas (FRA)                                                      |
| Dos             |                                                                                     |                                                                |                                                                           |
| 100 m dos       | Hendrika van der Horst (NED)                                                        | Gertrude Herrbruck (FRG)                                       | Greetje Galliard (NED)                                                    |
| Brasse          |                                                                                     |                                                                |                                                                           |
| 200 m brasse    | Raymonde Vergauwen (BEL)                                                            | Lies Bonnier (NED)                                             | Jannie De Groot (NED)                                                     |
| Relais          |                                                                                     |                                                                |                                                                           |
| 4 × 100 m libre | Pays-Bas Ann Masser Johanna Termeulen Marie-Louise Linssen-Vaessen Irma Schuhmacher | Danemark Greta Olsen Ulla Madsen Mette Petersen Greta Andersen | Suède Marianne Lundqvist Gisela Tidholm Ingegard Fredin Elisabeth Ahlgren |

## Water-polo
| Épreuve | Médaille d'or | Médaille d'argent | Médaille de bronze |
| Hommes  | Pays-Bas      | Suède             | Yougoslavie        |

## Plongeon
| Épreuve         | Médaille d'or          | Médaille d'argent      | Médaille de bronze         |
| Hommes          |                        |                        |                            |
| Tremplin de 3 m | Hans Aderhold (FRG)    | Guy Hernandez (FRA)    | Werner Sobek (FRG)         |
| Haut vol à 10 m | Günther Haase (FRG)    | Werner Sobek (FRG)     | Thomas Christiansen (DEN)  |
| Femmes          |                        |                        |                            |
| Tremplin de 3 m | Mady Moreau (FRA)      | Nicole Pelissard (FRA) | Birte Christoffersen (DEN) |
| Haut vol à 10 m | Nicole Pelissard (FRA) | Alma Staudinger (AUT)  | Birte Christoffersen (DEN) |